# فیلیپ ششم، پادشاه فرانسه
فیلیپ ششم (به فرانسوی: Philippe VI) یا فیلیپ والوآ (به فرانسوی: Philippe de Valois) (۱۷ نوامبر ۱۲۹۳ میلادی - ۲۲ اوت ۱۳۵۰ میلادی) ابتدا کنت والوآ و سپس نخستین پادشاه فرانسه از دودمان والوآ از سال ۱۳۲۸ میلادی تا هنگام مرگش در سال ۱۳۵۰ میلادی بود. انتخاب او به عنوان پادشاه فرانسه در پی ادعای ادوارد سوم، پادشاه انگلستان موجب آغاز جنگ صدساله، طولانی‌ترین جنگ تاریخ اروپا، بین دو کشور شد.

## سلطنت

### جانشینی شارل چهارم
در پی درگذشت شارل چهارم، سی و سومین پادشاه فرانسه و آخرین پسر فیلیپ چهارم، در سال ۱۳۲۸ میلادی، نسل پادشاهی در خط اصلی سلطنت یعنی دودمان کاپتی منقرض شد. با توجه به نبود جانشین مذکر برای او و منع قانونی جانشینی زنان، سه تن در جایگاه مدعی سلطنت برآمدند. یکی از این افراد فیلیپ، کنت والوآ به عنوان برادرزاده تنی فیلیپ چهارم و دو تن دیگر نیز فیلیپ، کنت اِورو به عنوان برادرزاده ناتنی فیلیپ چهارم و در آخر ادوارد سوم، پادشاه شانزده ساله پادشاهی انگلستان به عنوان نوه دختری فیلیپ چهارم بودند.
فیلیپ، کنت سی و پنج ساله والوآ به عنوان فردی نامدار نزد اشراف و درباریان و پسر پدری مشهور به نام شارل، کنت والوآ، در نهایت به سهولت و بدون هیچ مخالفت ظاهری توسط شاهزادگان و اعیان فرانسه با نام «فیلیپ ششم» به عنوان پادشاه فرانسه برگزیده شد. بخشی از دلایل این اقدام، با وجود نسبت مستقیم و نزدیک‌تر ادوارد به خاندان سلطنتی فرانسه، عدم تمایل فرانسوی‌ها در نشاندن یک انگلیسی بر مسند پادشاهی فرانسه و بدنامی ایزابل، مادر ادوارد بود که با هم‌دستی معشوقه خود، همسرش، ادوارد دوم، را به قتل رسانده بود. با این انتخاب خط سلطنتی فرانسه به دودمان والوآ منتقل گردید. فیلیپ، کنت اِورو با ازدواج با خوآنای دوم، ملکه ناوار، دختر لوئی دهم و دریافت پادشاهی ناوار (که تا پیش از آن به صورت اتحاد شخصی با پادشاهی فرانسه قرار داشت) دست از ادعای خود کشید. ادوارد سوم نیز رسماً این انتخاب را پذیرفت و حتی شخصاً جهت ادای سوگند وفاداری در ارتباط با دوک‌نشین گویِن به دیدار فیلیپ ششم رفت.

### حاکمیت
دوران رشد و بلوغ فیلیپ ششم بدون انتظار برای رسیدن به مقام پادشاهی سپری شده بود؛ از این رو با وجود این که توانست شرایط مناسب دربار را حفظ کند، از شخصیت سلطنتی برخوردار نبود و احساس ناراحتی در رابطه با حق خود بر سلطنت، برای او مشکل آفرین شده بود. بدین رو، شاید از جانب عموزاده‌های مؤنث خود نیز احساس خطر می‌کرد.
حکومت فیلیپ به خوبی آغاز شد و سرزمین تحت رهبری او رونق یافت. آثار قحطی و همه‌گیری‌ها به مرور در حال برطرف شدن بود و فلاندر، سرزمین دائماً ناآرام، همان سال نخست با یک لشکرکشی موفق مجدداً به زیر سلطه فرانسه درآمد. روابط دستگاه سلطنت با پنج تیول از شش تیول بزرگ شامل کنت‌نشین فلاندرز، بورگونی و برتانی، آرمانیاک و فوآ، به شکل منطقی مستحکم بود. تنها گویِن (به همراه دوک‌نشین آکیتن) که به عنوان تیول پادشاه فرانسه به پادشاه انگلستان تعلق داشت، منبع درگیری ادامه‌دار بود. تلاش انگلستان برای گسترش سلطه خود در منطقه و فشار فرانسه برای بازپس گرفتن گوین، موجب تصادم بین طرفین می‌شد.

### آغاز جنگ صد ساله
در پاسخ به مصادره گوین توسط فیلیپ در سال ۱۳۳۷ میلادی، ادوارد سوم خود را پادشاه راستین فرانسه نامید و آماده جنگ شد. البته گفته می‌شود هدف حقیقی ادوارد از مطرح ساختن مجدد این ادعا، رسیدن به پادشاهی فرانسه نبود؛ بلکه قصد داشت از طریق جنگ مسئله درگیری بی پایان بر سر حاکمیت گوین را حل کند. هیچ‌یک از دو طرف قادر به فهم این نبودند که جنگی را آغاز می‌کنند علاوه بر تمامی عمر خود، فرزندان و نوادگانشان، تا پنج نسل آینده نیز ادامه خواهد یافت، با نام جنگ صدساله به طولانی‌ترین جنگ تاریخ اروپا بدل خواهد شد و با گسترش به نقاط دیگر اروپا، ویرانی برای هر دو طرف به ارمغان خواهد آورد.
با پیاده شدن نیروهای انگلیسی در فلاندر، هر دو طرف به دنبال به دست آوردن متحد در کشورهای سفلی و حوضه رود راین در جانب خود برآمدند. فیلیپ که قصد داشت نه تنها متحدانی حاصل نماید بلکه از وفاداری حاکمان محلی همچون سنیورنشین کوسی با موقعیتی راهبردی، اطمینان حاصل کند، موجبات وصلت آنگران ششم، سنیور کوسی و کاترین، دختر لئوپولد یکم، دوک بزرگ اتریش و نوه آمادئوس پنجم، کنت ساووی را فراهم کرد. در ابتدا با توجه به شکوه نظامی فرانسه به عنوان قدرت غالب در اروپا که سایر کشورها از جمله انگلستان را تحت‌الشعاع خود قرار داده بود، به نظر می‌رسید این درگیری خطر چندانی دربرنداشته باشد. با این وجود، سلطه بر آکیتن و اتحاد با فلاندری‌ها دو جای پا در سرحدات فرانسه به ادوارد داده بود. فشار فیلیپ بر فلاندری‌ها برای فاصله گرفتن از انگلستان، موجب برافراشته شدن علم طغیان در سال ۱۳۳۹ میلادی در این منطقه به سردمداری یاکوب فان ارتولده در خنت شد. شورشی‌ها لوئی یکم، کنت فلاندر را که به‌تازگی حاکمیت خود را به کمک فیلیپ بازیافته بود، مجدداً از این منطقه بیرون راندند و بر آن مسلط گشتند. آن‌ها با ادوارد پیمان تبعیت بستند و حتی پیشنهاد دادند ادوارد ملقب به شاهزاده سیاه، پسر ادوارد سوم، حاکم فلاندر شود. در این حال فیلیپ، پاپ را متقاعد به تکفیر فلاندری‌های یاغی کرد. به هر صورت رعایای ناراضی فلاندر از نحوه حاکمیت یاکوب، خود او را سال ۱۳۴۵ میلادی به زیر کشیده و کشتند. حاکمان جدید همچنان خواهان حاکمیت ادوارد سوم بر فلاندر بودند.
نخستین لشکرکشی ادوارد به فرانسه با انعقاد آتش‌بس در سال ۱۳۴۲ میلادی، به جز پیروزی در نبرد دریایی اسلویس در سال ۱۳۴۰ میلادی، بدون حصول نتیجه، متوقف شد. نبرد دریایی اسلویس ناوگان دریایی فرانسه را منهدم و انگلستان را موقتاً بر کانال مانش مسلط کرد. این پیروزی انگلیسی‌ها در پی دستیابی آن‌ها به یک نوآوری نظامی ارزشمند یعنی «کمان بلند» حاصل شد که در ادامه جنگ به کابوسی برای فرانسوی‌ها بدل گشت. کسی جرئت اعلام این شکست به فیلیپ را نداشت تا این که دلقک دربار به او گفت که «انگلیسی‌های بزدل همانند فرانسوی‌های شجاع به عرشه کشتی‌های ما نپریدند» که فیلیپ با شنیدن آن خود متوجه موضوع شد. ادوارد ثمره‌ای از این پیروزی حاصل نکرد چرا که نتوانست نیروی کافی برای عملیات زمینی تأمین کند و متحدانش در کشورهای سفلی که به قیمت گزافی گرد آمده بودند اما منفعت چندانی در همراهی او نمی‌دیدند، نیز از او فاصله گرفتند و برخی حتی به فرانسوی‌ها پیوستند. از همین رو، ادوارد که نیروهای خود را ناکافی می‌دید و دارایی خزانه ورشکسته‌اش نیز ته کشیده بود، در انتظار فرصتی بهتر، پادرمیانی پاپ برای آتش‌بس را پذیرفت.

### ژان دو بورگونیه
فیلیپ ششم تحت سلطه ژان دو بورگونیه، همسر خود قرار داشت. تاریخ نگاران این زن را «بدخواه» و «ملکه لنگ بد» توصیف کرده‌اند. با این حال او را حامی هنر و عالمان دانسته‌اند.

## امور دینی
فیلیپ همانند لوئی نهم، پدر پدربزرگ خود فردی بسیار متدین بود؛ با این حال به اندازه او از هوش و اراده بهره نداشت. مفهوم عقیدتی «رویت سعیده» او را مجذوب و درگیر خود ساخته بود. در این رابطه، این سؤال برای او مطرح گشت که آیا روح تبرک یافتگان بلافاصله پس از مرگ، روی خدا را خواهند دید یا این مسئله به پس از روز قضاوت موکول می‌شود؟ این سؤال به دغدغه بزرگی بدل شده بود چرا که موضوع شفاعت از جانب قدیسان تنها در صورت حضور آن‌ها نزد خدا، مؤثر می‌بود. از همین رو و با توجه به این که برخی از عناصر کلیسا موضوع شفاعت قدیسان را منبع درآمد خود ساخته بودند، دو بار الهی‌دانان را به جهت بحث پیرامون این موضوع، نزد خود فراخواند. هنگامی که فرستاده پاپ، از شک پاپ ژان بیست‌ودوم در رابطه با رویت سعیده سخن به میان آورد، فیلیپ او را به تندی مورد توبیخ قرار داده و تهدید کرد اگر حرف خود را باز پس نگیرد سوزانده خواهد شد. او همچنین اذعان داشت اگر پاپ واقعاً چنین نظری دارد، او را بدعت‌گذار تلقی می‌کند. فیلیپ با نوشتن نامه‌ای از سر نگرانی به پاپ، انکار رویت سعیده را نابودگر اعتقاد به شفاعت مریم و قدیسان دانست. یک کمیسیون پاپی پس از «بررسی دقیق» موضوع، اعلام کرد که معتقد است روح تبرک‌یافتگان چهره به چهره ذات الهی می‌شود. این مسئله باعث آرامش پادشاه شد.